# Kevin Overland
Kevin Crockett, beter bekend als Kevin Overland, (Kitchener, 8 juni 1974) is een voormalig Canadees langebaanschaatser en schaatscoach.
Zijn grootste succes boekte hij op de Olympische Spelen van 1998 in Nagano, waar hij brons won op de 500 meter. Na zijn carrière als schaatser veranderde hij zijn achternaam en werd hij coach van de Chinese schaatsploeg. Op 17 november 2014 liet Crockett weten vergaande gesprekken te hebben voor het opzetten van een nieuwe commerciële schaatsploeg waar onder meer Shani Davis, Denny Morrison, Joji Kato en Sang-Hwa Lee deel van uit zullen maken.

## Records

### Persoonlijk records
| Afstand      | Tijd     | Datum            | Baan    |
| ------------ | -------- | ---------------- | ------- |
| 500 meter    | 35,43    | 12 januari 2000  | Calgary |
| 1000 meter   | 1.09,56  | 12 januari 2000  | Calgary |
| 1500 meter   | 1.49,07  | 29 november 1997 | Calgary |
| 3000 meter   | 3.57,84  | 27 oktober 2000  | Calgary |
| 5000 meter   | 7.20,19  | 6 maart 1993     | Calgary |
| 10.000 meter | 15.20,58 | 2 januari 1993   | Calgary |

### Wereldrecords
| Nr. | Afstand    | Tijd    | Datum            | Baan    |
| --- | ---------- | ------- | ---------------- | ------- |
| 1.  | 1000 meter | 1.12,19 | 23 december 1995 | Calgary |
| 2.  | 1500 meter | 1.49,07 | 29 november 1997 | Calgary |

## Resultaten
| Jaar | WK Sprint | WK Afstanden | Olympische Spelen           | WK Junioren |
| ---- | --------- | ------------ | --------------------------- | ----------- |
| 1993 |           |              |                             | 16e         |
|      |           |              |                             |             |
| 1996 | 16e       | 19e 1000m    |                             |             |
| 1997 | 6e        | 7e 1000m     |                             |             |
| 1998 | 5e        |              | 500m · 9e 1000m · 20e 1500m |             |
| 1999 | NS4       |              |                             |             |
| 2000 | NS3       |              |                             |             |
| 2001 | 32e       |              |                             |             |